# イリスダイミ・ヘレラ
イリスダイミ・ヘレラ（Irisdaymi Herrera、1992年4月18日 - ）はキューバの女子陸上競技選手。専門は走り幅跳び。

## 自己ベスト
- 走り幅跳び - 6m56  (2014年8月1日、ハバナ)